# Coronatus
A Coronatus (latin; annyi mint „megkoronázva”) német szimfonikus/gothic metal együttes. 1999-ben alakultak meg. Egyes források szerint Ludwigsburgból származnak, míg más források szerint Stuttgartban alakultak.

## Története
A Coronatust Georgios Grigoriadis énekes és Mats Kurth dobos alapította. Első demójukat 2002-ben adták ki. 2004-ben Grigoriadis elhagyta a zenekart, helyére rögtön két énekes került, Carmen R. Schafer és Viola Schuch személyében. 2005-ben még egy demót kiadtak. 2006-ban Stefan Hafele gitáros, Wolle Nillies basszusgitáros és Fabian Merkt billentyűs csatlakozott a Coronatushoz. 2007-ben Viola Schuch kilépett az együttesből. Helyére Ada Flechtner került. Első nagylemezüket ugyanebben az évben jelentették meg. 
A zenekar Nightwish illetve Epica jellegű gótikus metal zenét játszik. Német, angol és latin nyelveken énekelnek, szövegeik témái a szerelem, a vágy és a szenvedély. Lemezeiket a német Massacre Records jelenteti meg.

## Tagjai
- Carmen R. Schafer - ének (2004–2010, 2013–)
- Gaby Koss - ének (2017–)
- Mareike Makosch - ének (2011–2014, 2017–)
- Mats Kurth - dob (1999–)[2]

## Korábbi tagok
- Pinu'u Remus - billentyűk (2013–2014)
- Georgios Grigoriadis - ének (1999–2004)
- Martin Goes - basszusgitár (2003–2004)
- Oliver Szczypula - gitár (2002–2003)
- Tanja Ivenz - ének (2002–2003)
- Chriz DiAnno - basszusgitár (2004–2009)
- Clarissa Darling - gitár (2004–2005)
- Verena Schock - ének (2004–2006)
- Wolle Nillies - gitár (2005–2007)
- Jo Lang - gitár (2007–2011)
- Fabian Merkt - billentyűk (2005–2010)
- Ada Flechtner - ének (2007–2009, 2011–2014)
- Viola Schuch - ének (2006–2007)
- Michael Teutsch - basszusgitár (2006)
- Stefan Hafele - basszusgitár (2006–2007)
- Jakob Thiersch - gitár (2006)
- Todd Goldfinger - basszusgitár (2009–2010)
- Lisa Lasch - ének (2009–2010)
- Natalia Kempin - ének (2010–2011)
- Simon Hassemer - billentyűk (2011–2012)
- Aria Keramati Nori - gitár (2009–2014)
- Dirk Baur - basszusgitár (2011–2014)
- Anny Maleyes - ének (2014–2017)
- Olivér D. - gitár (2014–2017)
- Susanne Bachmann - basszusgitár (2015–2017)
- Dennis Schwachhofer - billentyűk (2015)[2]

## Diszkográfia
- Lux Noctis (2007)
- Porta Obscura (2008)
- Fabula Magna (2009)
- Terra Incognita (2011)
- Recreatio Carminis (2013)
- Cantus Lucidus (2014)
- Raben im Herz (2015)
- Secrets of Nature (2017)[3][5]
- The Eminence of Nature (2019)[6]

## Egyéb kiadványok
Válogatáslemezek
- Best of (2011)
- Best of 2007-2011 (2012)

Demók
- Von Engeln nur (2002)
- Promo CD (2005)